# Jules Ferry

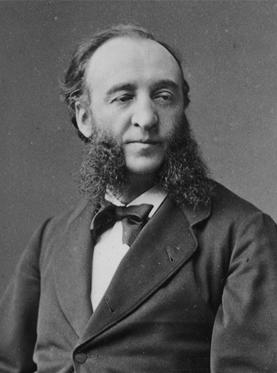
Jules Ferry

Jules François Ferry (* 5. April 1832 in Saint-Dié-des-Vosges; † 17. März 1893 in Paris) war ein französischer Politiker der Dritten Republik. Er war 1880–81 und 1883–85 Ministerpräsident sowie mehrmals Minister (u. a. für Bildung und Künste sowie für Auswärtiges). Er gehörte zur Fraktion der „Gemäßigten Republikaner“. In der Hochphase des Imperialismus war Ferry ein Hauptverfechter der französischen Kolonialexpansion, die er mit einem „Zivilisierungsauftrag (Mission civilisatrice) gegenüber den minderwertigen Rassen“ rechtfertigte. Durch das nach ihm benannte Gesetz Lois Jules Ferry ist er heute vor allem als Bildungspolitiker bekannt.

## Leben und Karriere
Jules Ferry war von Beruf Jurist und gehörte dem linken republikanischen Lager an. Er tat sich als Gegner des Zweiten Kaiserreiches hervor und war ab 1869 Parlamentsmitglied. In dieser Zeit befasste er sich vor allem mit der französischen Innenpolitik. Nach Ausrufung der Dritten Republik war er als Nachfolger Étienne Aragos von November 1870 bis Juni 1871 Bürgermeister von Paris. In diese Zeit fiel der Aufstand der Pariser Kommune, den Ferry ablehnte und niederschlagen ließ.
Im Februar 1879 trat er als Minister für Unterricht und Kunst in das Kabinett von William Henry Waddington ein. Zu seinen Leistungen zählte 1880 die Einführung des unentgeltlichen und verpflichtenden Grundschulbesuchs. Darüber hinaus drängte er den Einfluss der Jesuiten auf das Schulsystem zurück, organisierte die Lehrerausbildung neu und ließ die erste staatliche Mädchenschule einrichten. Schon kurz nachdem er am 23. September 1880 sein erstes Kabinett als Ministerpräsident bildete, wandte er sich jedoch vor allem der Kolonialpolitik zu. Bereits auf dem Berliner Kongress von 1878 hatten die europäischen Mächte Frankreich die Übernahme Tunesiens aus den Resten des zerfallenden Osmanischen Reiches in Aussicht gestellt. Ferry ging unmittelbar nach seinem Regierungsantritt an die Verwirklichung dieses Anspruchs, bei der Frankreich sich in Konkurrenz mit Italien befand, und schuf 1881 das französische Protektorat Tunesien.
Am 2. April 1880 nahm er am Pädagogischen Kongress teil und sprach sich gegen die häufige Verwendung des Diktats im Französischunterricht aus. Die knappe Unterrichtszeit solle auf einen auf das Verstehen ausgerichteten Unterricht verwendet werden. Er gelang ihm jedoch nicht, damit bei der Lehrerschaft durchzudringen.
Auf Druck dortiger Wirtschaftsvertreter gab er im Frühjahr 1881 den Befehl zum Einmarsch und zur Besetzung Tunesiens, der im Bardo-Vertrag zur Schaffung des französischen Protektorats über das nordafrikanische Land führte. Im November 1881 gab Ferry den Vorsitz des Kabinetts vorübergehend an Léon Gambetta ab. Im Februar 1883 wurde Ferry erneut zum Premierminister gewählt. Während seiner zweiten Amtszeit als Regierungschef war er zugleich Außenminister. In dieser Zeit konzentrierte er sich auf die Eroberung Tonkins (im Norden des heutigen Vietnam). In Afrika weitete derweil Pierre Savorgnan de Brazza weitgehend unabhängig von der Regierung das französische Territorium im Kongo aus. Auch im Senegal vergrößerten französische Truppen die Kolonie.
Mitte der 1880er Jahre stand Ferry zunehmend unter politischem Druck. Während die monarchistischen Konservativen die Republik ablehnten, verringerte die expansive Kolonialpolitik Ferrys Rückhalt in der Linken, wo Georges Clemenceau sein wichtigster Gegenspieler wurde. Dass die Kolonialpolitik mit Bismarck abgestimmt war, verringerte allgemein Ferrys Popularität. Als 1884 ein Kolonialkrieg mit China ausbrach, war der Rückhalt der Regierung vollkommen zerrüttet. Am 30. März 1885 stürzte das Parlament die Regierung Ferrys.
Jules Ferry wurde 1889 Vorsitzender der Association nationale républicaine, der Vereinigung der gemäßigten oder „opportunistischen“ Republikaner. Er wurde 1891 in den französischen Senat und am 24. Februar 1893 zu dessen Präsidenten gewählt. Drei Wochen später starb er an einem Herzinfarkt.

## Ehrungen
Wegen seiner Verdienste für die öffentliche Bildung und die Demokratisierung der Schule wurden zahlreiche Straßen, Plätze und öffentliche Einrichtungen nach ihm benannt, darunter 642 Grundschulen, Collèges und Gymnasien, z. B. seit 1962 das Lycée Jules-Ferry in der Stadt Saint-Dié-des-Vosges. Damit ist Jules Ferry mit Abstand der häufigste Namengeber bei den öffentlichen Schulen Frankreichs. 
Andere Namensgebungen sind verschwunden, so benannte Tunesien die Avenue Jules-Ferry in Tunis weniger als drei Monate nach der Unabhängigkeit nach dem Unabhängigkeitspolitiker in Avenue Habib Bourguiba um. Auch der tunesische Ort Ferryville verschwand von der Landkarte und erhielt 1957 den Namen Menzel Bourguiba.

## Schriften
- Discours et opinions, A. Colin & cie, Paris 1893–98